# شرح أسماء الله الحسنى (زروق)
شرح أسماء الله الحسنى كتاب يشرح أسماء الله الحسنى كاملة ويقف على أدق التفاصيل ليفسرها بشكل صحيح، وقد ذكر التقرب بهذه الأسماء وخواصها ويليه «شرح منظومة الدمياطي لخواص أسماء الله» وكلاهما تأليف الإمام أحمد بن أحمد البرنسي الفاسي المغربي المشهور بـ (زرّوق) (ت 899 هـ).

## سبب تأليف كتاب
قال الشيخ أحمد زرّوق: «فالغرض من هذا المقصد الأسمى ذكر شيء مما يتعلق بجملة الأسماء، آتي به على حسب الوسع والتيسير، وطبق ما انتهى إليه عملي القاصر والقصير، وعلى الله أعتمد في تحقيقه وتكميله، وإليه أستند في نفعه وتحصيله، ومنه أسال أن يجعله نوراً ساطعاً وروضاً يانعاً، يكون رحمه لعباده، وبركة في أرضه وبلاده، وهو حسبي ونعم الوكيل».

## مقاصد التخلق بأسماء الله الحسنى
قال الشيخ أحمد زروق: «... فجعل من أسمائه ما للجمال، وما للجلال، وما للكمال بالقدرة، وما للتجلي والتحلي والتملي، فنال ذو الخبرة، منها ما هو لطلب المناصب العالية، ومنها ما هو لتعمير القلوب الخالية، ومنها ما من أسراره فك الكروب، ومنها ما هو لجمع المحب مع المحبوب، ومنها ما هو لتكميل الناقص من الناس، ومنها ما هو للطهارة من سائر الأدناس، فسبحان من أودع سره في كلماته، وجعل فضائل بره في بديع آياته...».

## مميزات الكتاب
يُعتبر كتاب شرح أسماء الله الحسنى للإمام أحمد زروق من المراجع الأساسية في التراث الإسلامي، خاصة في مجال التصوف وعلم التزكية. لا يقتصر دوره على الجانب النظري فقط، بل يتسم بعمق عملي وروحي يمكن للمبتدئين الاستفادة منه في خطواتهم الأولى نحو معرفة الله، وفي الوقت نفسه يقدم للعارفين من أهل المعرفة تأملات دقيقة تساعدهم على تعميق فهمهم الروحي.
يتميز الكتاب بدمجه بين علم الكلام الذي يعالج الأسماء من حيث العقيدة وأصول التوحيد، والفقه الذي يربط الأسماء بأحكام الشريعة، والتزكية التي تركز على تطهير النفس والارتقاء بها إلى مدارج الإحسان. وهذا الجمع يجعل من شرح زروق برنامجًا تربويًا متكاملاً يُرشد القارئ إلى كيفية التحول من مجرد حفظ الأسماء إلى تجسيد معانيها في الحياة اليومية، فتصبح هذه الأسماء ليست كلمات فقط، بل مناهج أخلاقية وروحية تُشكّل شخصية الإنسان

## اهميته
يمثل كتاب شرح أسماء الله الحسنى للإمام أحمد زروق حجر الزاوية في التراث الإسلامي المغربي، لما يحتويه من توجيهات دقيقة تجمع بين العلم الشرعي والروحاني. يُعتبر هذا الكتاب حلقة وصل بين الفقه والتصوف، إذ يعرض الأسماء بأسلوب يجمع بين الدقة في المعنى وعمق التجربة الروحية.
من أهم ميزات الكتاب أيضًا أنه يُرشد القارئ إلى كيفية الذكر المتأمل الذي يتجاوز مجرد الترديد، ليصبح ذِكرًا يُحيي القلب ويزكي النفس. فزروق يُشدّد على أن معرفة أسماء الله الحسنى لا تكتمل إلا بالعمل بها في السلوك، وبالانفتاح على الأسرار الكامنة في كل اسم، مما يجعلها مفاتيح تُفتح بها أبواب الحكمة.

## محاور الكتاب
- مقدمة في علم أسماء الله الحسنى
  - تعريف الأسماء الحسنى وأهميتها.
  - الدلالة الشرعية واللغوية للأسماء.
  - تقسيم الأسماء إلى فئات: أسماء الذات، أسماء الصفات، أسماء الأفعال، أسماء التنزيه.
  - الحديث عن التوقيفية في الأسماء وأثرها في العقيدة.
- الشرح التفصيلي لكل اسم من أسماء الله الحسنى
  - بيان المعنى اللغوي والشرعي لكل اسم.
  - الشرح الروحي والصوفي لمعنى الاسم.
  - الأثر النفسي والخلقي المرتبط بالاسم.
  - الوظيفة السلوكية والكيفية التي ينبغي أن يتخلق بها السالك بهذا الاسم.
  - بعض الخواص والأسرار الخاصة بكل اسم في الذكر.
- منظومة الدمياطي وأثرها في فهم الأسماء
  - تقديم منظومة شعرية لنظم أسماء الله.
  - شرح وتفسير هذه المنظومة.
  - ربط الأسماء بالأسرار الروحية والتجليات.
- آليات الذكر والتعلق بأسماء الله
  - كيفية ممارسة الذكر والتأمل في الأسماء.
  - المراتب المختلفة للذكر: الحفظ، العلم، التعلق، التخلق.
  - نصائح للسالكين في طريق التزكية الروحية.

- خاتمة وتوجيهات عملية
  - أهمية دوام الذكر والتخلق بأسماء الله في الحياة اليومية.
  - التحذير من الغلو أو التقصير في فهم الأسماء.
  - الدعاء بالتوفيق والسداد في السير نحو الله.

إضافة إلى المحاور الأساسية، يتناول الكتاب أيضًا:
1. الأسس العقدية والفلسفية لأسماء الله
  - توضيح أن أسماء الله تعبر عن كمال الذات الإلهية وصفاتها.
  - التمييز بين أسماء الله التي تدل على الذات وصفات الجلال والجمال.
  - التأكيد على وحدة الله وعدم تجسيمه بالرغم من تعدد الأسماء.
2. العلاقة بين أسماء الله والتربية الروحية
  - كيف تعمل أسماء الله على تهذيب النفس ورفعها من مراتب الشهوة إلى مراتب الروح.
  - دور الأسماء في تنقية القلب من العيوب وتحقيق المحبة الإلهية.
  - شرح طرق تطبيق الأسماء في الحياة العملية للعبد من خلال الأخلاق الحسنة.
3. الأسماء الحسنى وأثرها في الشفاء الروحي والجسدي
  - الإشارة إلى بعض الأسماء التي ذُكر لها فوائد خاصة في الشفاء من الأمراض الروحية والجسدية.
  - كيفية التوسل بهذه الأسماء وذكرها لتقوية الصلة بالله ورفع الكروب.
4. تجليات الأسماء في الكون والخلق
  - كيف تظهر أسماء الله الحسنى في مخلوقات الله، وفي نظام الكون.
  - قراءة تفسيرية تربط بين أسماء الله والظواهر الكونية المختلفة.
5. النقد والتصحيح لبعض المفاهيم المتعلقة بأسماء الله
  - تنبيه إلى سوء الفهم أو الاستعمال الخاطئ لأسماء الله في بعض الممارسات.
  - توجيهات لتجنب الغلو أو الابتذال في التعامل مع أسماء الله.

## منهج زروق في الشرح
اعتمد الإمام أحمد زروق في شرحه لأسماء الله الحسنى منهجًا مركبًا يجمع بين عدة مستويات من الفهم والتأويل، فيمزج بين الشرح اللغوي والشرعي لكل اسم، موضحًا معناه في اللغة وموقعه في العقيدة. ثم ينتقل إلى البعد الصوفي والروحي، حيث يبين كيف يمكن للعبد أن يتحقق بمعنى الاسم في سلوكه الروحي وذوقه الإيماني. ويُولي عناية خاصة لما يسميه الوظيفة السلوكية، أي الكيفية التي يُصلح بها الاسم خُلق الإنسان أو يرتقي به إلى مقام من مقامات السالكين. كما يذكر أحيانًا الفوائد العملية المرتبطة بالاسم، سواء في الذكر أو في الدعاء، مستحضرًا بذلك بعض ما نُقل عن خواص الأسماء وآثارها على النفس والقلب.

## أمثلة من شرحه لبعض الأسماء

### 1. الرحمن:
- الشرح: واسع الرحمة لجميع الخلق في الدنيا.
- السلوك: على العبد أن يرحم عباد الله كما يُرجى رحمة الله.
- الذكر: اسم جامع يحث على الشفقة والعطف.

### 2. الستّار:
- الشرح: الذي يستر العيوب ولا يفضح عباده.
- السلوك: أن يستر المؤمن عيوب غيره، ويكره الفضيحة.
- الوظيفة: دعاء العبد بـ "يا ستّار" يُعينه على طهارة القلب وستر النفس.

### 3. العدل:
- الشرح: الذي يضع كل شيء في موضعه.
- السلوك: يدعو إلى الإنصاف وعدم التعدي.
- الوظيفة: التخلق بالعدل يؤدي إلى صلاح العلاقات والنفس.

## فوائد عامة للكتاب
يُعد كتاب شرح أسماء الله الحسنى لزروق مناسبًا جدًا لكل من المبتدئين في التصوف والعارفين على حد سواء، حيث يجمع بين علم الكلام، والفقه، والتزكية في تناغم متكامل. من خلال هذا الجمع، يوضح الكتاب كيف تتحول أسماء الله الحسنى من مجرد ألفاظ محفوظة في الذاكرة إلى أخلاق محققة يعيشها الإنسان في سلوكه اليومي، فتصبح هذه الأسماء نبراسًا هاديًا يضيء طريق السالك نحو الكمال الروحي.

## قراءات في الكتاب

### 1. قراءة روحية وتأملية
- ينظر الكتاب إلى أسماء الله الحسنى ليس كمجرد كلمات بل كأبواب للتواصل الروحي المباشر مع الذات الإلهية.
- يُشجع القارئ على التأمل في المعاني الباطنية للأسماء، ومحاولة تجسيدها في النفس والسلوك، فتتحول المعرفة إلى حالة وجودية روحية.

### 2. قراءة فقهية وعقدية
- يشرح زروق الأسماء انطلاقًا من ثوابت العقيدة الإسلامية، مؤكدًا على التوحيد وتنزيه الله عن كل نقص أو مشابهة للمخلوقين.
- يقدم توضيحات دقيقة حول كيفية فهم الأسماء في ضوء الكتاب والسنة، ويمنع الخلط بين أسماء الله الحسنى وأسماء أو صفات البشر.

### 3. قراءة تربوية أخلاقية
- يرى الكتاب أن معرفة أسماء الله الحسنى يجب أن تؤدي إلى تزكية النفس وتصحيح الأخلاق.
- كل اسم من أسماء الله يحمل قيمة أخلاقية تترجم في سلوك العبد، من رحمة إلى عدل، من عفة إلى غنى نفسي.
- يدعو إلى العمل المستمر على تخلق الإنسان بالأسماء لتحقيق القرب من الله.

### 4. قراءة صوفية باطنية
- يؤكد زروق على أن أسماء الله الحسنى تمثل مظاهر تجليات الإله في الكون والنفس، وأن التعلق بها والذكر المتأمل يمكن أن يؤدي إلى تحقيق مقامات روحانية عليا.
- يتناول الكتاب العلاقة بين الاسم والذات الإلهية، ومدى تأثير الأسماء على تطهير القلب ورفع الهمم.

### 5. قراءة علمية لغوية
- يقدم شرحًا دقيقًا لأصول الكلمات اللغوية ومعانيها في اللغة العربية، مما يساعد على فهم الأسماء في أبعادها اللغوية والنحوية، وعمق مدلولاتها.

## اضافات حول الكتاب
- لم يغفل الإمام أحمد زروق الجانب الاجتماعي والسياسي في فهم أسماء الله الحسنى، حيث يبيّن أن معرفة هذه الأسماء والعيش بمقتضاها يمكن أن يؤدي إلى بناء مجتمع متماسك يرتكز على قيم العدل والرحمة والكرم. كما يشير إلى أن الغلو في السلطة أو ممارسة الظلم يتنافى كليًا مع الأسماء التي تدعو إلى الإنصاف والرحمة، مقدمًا بذلك رسالة إصلاحية ضمنية تنبع من معاني الأسماء الإلهية.
- يؤكد الكتاب على أهمية التدرج والروية في طريق التزكية الروحية، مشيرًا إلى أن الوصول إلى التخلق بأسماء الله الحسنى ليس أمرًا فوريًا، بل يتطلب مراحل مختلفة تختلف باختلاف حال الإنسان الروحية والعلمية. ويناقش مراحل تطور السالك بداية من حفظ الأسماء، ثم معرفتها، وصولاً إلى التخلق بها وعيشها في الواقع، مع التنبيه إلى الأخطاء التي قد يقع فيها بعض السالكين في هذا المسار.
- يسلط زروق الضوء على أهمية الذكر المستمر والتفكر في أسماء الله كوسيلة فعالة لإحياء القلب وتجديد النفس. كما يذكر الخواص الروحية لبعض الأسماء، مثل اسم "الرحيم" الذي يمنح الطمأنينة، و"الغفار" الذي يفتح أبواب التوبة والمغفرة، مع توجيهات عملية لكيفية استعمال هذه الأسماء في الذكر اليومي.
- يعرض زروق بعض أسماء الله الحسنى بشكل زوجي أو متقابل بهدف توضيح التوازن الدقيق بين صفات الجلال وصفات الجمال، مثل الجمع بين "الغفور" و"الرحيم"، و"العدل" و"الغفار"، مما يساعد على فهم شمولية وكمال صفات الله تعالى.

- يُعتبر شرح أسماء الله الحسنى لزروق مرجعًا أساسيًا في التراث الصوفي المغربي، حيث يُدرس في العديد من الزوايا والمدارس الصوفية حتى اليوم. كما أثر هذا الكتاب في العديد من العلماء والروحانيين الذين اهتموا بعلوم التزكية والتعرف إلى الله، مما جعله من أمهات كتب التربية الروحية في العالم الإسلامي.

## مقدمات ضرورية في الأسماء الحسنى
| شرح أسماء الله الحسنى (زروق) | لابد من مقدمه قبل الكلام في الغرض المقصود، ليكون توطئة وتكميلاً، فيرجع إليها تعريفاً وتأصيلاً، ويحضرني من ذلك مسائل: - أولها: أن الكلام في الأسماء دار على خمسة أنحاء: وهي جملة ما يحتاج إليه في مبانيها اللفظية، ومناحيها المعنوية، ومقتضياتها الوجودية، ووجوهها العرفانية، وخواصها الوجدانية، ولكل فريق طريق، ونذكر ما تيسر بحسب السعة والضيق، وبالله سبحانه وتعالى التوفيق. - الثانية: أن الأسماء توقيفية، فلا تثبت إلا بنص أو إجماع على الصحيح، وأثبتها قوم بالاشتقاق من الأفعال والصفات وما جاء من الصيغ في الدعوات وغيرها، وهو مرجوح عند العلماء ملحوظ عند المتصوفة، وعليه جرى الشيخ أبو العباس البوني في تقسيمها، وانتهى بها إلى مائة ونيف وخمسين، والله تعالى أعلم. - الثالثة: أن الأسماء عين المسمى، وأباه قوم، وفصّل آخرون، وتوقف آخرون امتناعاً، لكن السلف لم يتكلموا في الاسم ولا في المسمى، ولا في الصفة والموصوف، ولا في التلاوة والمتلو؛ طلبا للسلامة، وحذرا على الغير وهو الورع، والله تعالى أعلم. - الرابعة: الأسماء أقسام أربعة: 1. أسماء الذات: وهي التي يقال هي هو. 2. وأسماء الصفات: وهي التي لا يقال هي هو ولا هي غيره ولا هي فيما بينهما اعتبار. 3. وأسماء التنـزيه: وهي مبنية على التقديس المطلق كالقدوس ونحوه. 4. وأسماء الأفعال: قال إمام الحرمين: (وهي كل ما دلت التسمية به على فعل في الخلق والرزق) ونظر في ذلك بعض المشايخ بأن المغايرة فيما منه الاشتقاق لا في الاسم، وهو الصحيح والله تعالى أعلم. - الخامسة: قد صح (أن لله تبارك وتعالى تسع وتسعين اسماً من أحصاها دخل الجنة) الحديث. فحصر هذا الثواب للتسعة والتسعين، ولم يحصر الأسماء في التسع والتسعين، فجاز أن يكون ثمة غيرها ولا علم لنا به، أو علمناه وليس له هذا الثواب. وقال بعضهم: هذه موضوعة للتعبد والسلوك بها بخلاف غيرها، ونبه عليه القاضي أبو بكر العربي -- في الأمد الأقصى فانظره. - السادسة: قد وقع في الترمذي عد هذه التسعة والتسعين، وكذا في غيره باختلاف وتقديم وتأخير، فرجح الحافظ أن سردها إنما هو من الرّاوي، وسامح قوم في حملها على الرفع، وقالوا: يقبل فيها خبر الواحد؛ لأنها عبادة وعمل، والله تعالى أعلم. - السابعة: الاشتقاق حيث ذكر في الأسماء فالمراد به أن المعنى المذكور ملحوظ في الاسم المذكور، و إلا فشرط المشتق أن يكون مسبوقاً بالمشتق منه، وأسماء الله تعالى قديمة، لأنها من كلامه، و أنكر قوم إطلاق الاشتقاق للإيهام، وقالوا: إنما يقال بمثل اسمه السّلام: فيه معنى من السلامة، وفي مثل اسمه الرّحمن: فيه معنى من الرّحمة، قالوا: والأشياء مشتقة من الأسماء لحديث: (هي الرّحم وأنا الرّحمن اشتققت لها اسماً من اسمي)؛ ولما أنشده حسّان رضي الله عنه للنبي صلى الله عليه وسلم حيث قال: واشـتق له من اسمه لِيُجِلَّهُفذو العرش محمود وهذا محمد - الثامنة: الإحصَاء على خمسه أوجه: الحفظ، والذكر، والعلم، والتعلق، والتخلق، والكل أقوال، ثم الذكر إما للتعبد، أو للتوسل، أو لطلب الخاصية، ولكل شرط وجه ومادة. وأنواعه خمسة: تقضي بمواده ووجوهه، لأنه إما نكتة: تنصبغ بها الحقيقة فيخرق الظاهر والباطن بلا تعمد؛ وإما نقطة: يثلج لها القلب فينبسط في عوالمه فيقع التصرف على وفقه؛ وإما هيئة: تشغل الظاهر بمبانيها، وتوجه الباطن لمعانيها فيقع التأثير على إثره؛ وإما رسم: يعمر الوقت ويحصل التعبد؛ وإما عادة: لا تفيد ولا تجدي، وهو الذي يجري على ألسنه العوام من غير قصد، أو بقصد غير جازم، أو بجازم لا يستشعر معه الذكر ولا المعنى ولا المذكور، فالأول للعارفين، ثم للواجدين، ثم للمريدين، ثم للمبتدئين، ثم لعامه المتوجهين، ثم لا عبرة إذ ليس بذكر بحقيقة، والله تعالى أعلم. | شرح أسماء الله الحسنى (زروق) |